# Battaglia di al-Buqaia
Nella battaglia di al-Buqaia (in arabo معركة البقيعة‎?, Maʿrakat al-Biqayʿa) nei pressi del Krak dei Cavalieri, o Ḥiṣn al-Akrād, svoltasi nel settembre del 1163, i Crociati e i loro alleati ottennero una delle rare nette vittorie su Norandino, l'atabeg di Aleppo e Damasco.
Forti contingenti di nuovi combattenti crociati, con Boemondo III di Antiochia, Raimondo III di Tripoli e Joscelin III di Edessa, rafforzati da un consistente corpo di guerrieri-pellegrini appena arrivati dalla Francia con Ugo VIII di Lusignano, con la presenza del bizantino di origine ungherese Costantino Colomanno e T'oros II, principe armeno della Piccola Cilicia, assaltarono le truppe di Norandino, che fu costretto a una precipitosa fuga per mettersi in salvo.
Per le forze cristiane, questa vittoria procurò solo una breve tregua dalla pressante offensiva musulmana.

## Scenario
Norandino aveva dimostrato di essere uno dei nemici più pericolosi che il regno crociato avesse mai affrontato.
Iniziando come emiro di Aleppo aveva costantemente aumentato i suoi territori a spese dei suoi vicini musulmani e latini, fino ad appropriarsi pacificamente della grande città di Damasco nel 1154.
Aveva inflitto una dura sconfitta ai Crociati nella battaglia del lago di Hula nel 1157, ma si era ammalato gravemente subito dopo, dando agli ifranj la possibilità di recuperare, aiutati da Teodorico di Alsazia e da un forte contingente di armati, di conquistare il castello di Ḥārim, in quello stesso anno.
Tuttavia, un attacco a Shayzar era fallito quando Rinaldo di Châtillon aveva litigato con gli altri crociati, tanto che Shayzar era presto divenuta un possedimento di Norandino.
Nel 1158 Teodorico ed il Re Baldovino III avevano battuto Norandino a Butayha, a nord est di Tiberiade.
L'anno 1160 aveva visto la cattura di Rinaldo, che passò i successivi 16 anni nelle prigioni di Norandino.
Nel dicembre 1161 l'Imperatore bizantino Manuele I Comneno aveva sposato Maria d'Antiochia divenendo così un forte protettore del Principato.
Sia Amalrico che Norandino ben presto si erano resi conto della debolezza dell'Egitto fatimide, il cui governo era da tempo caduto in uno stato di decadenza.
Dopo l'assassinio del Imam al-Zafir e una serie di complotti di palazzo, il wāsiṭa Shāwar aveva preso il potere nel 1162, ma era stato ben presto deposto e aveva chiesto aiuto a Norandino.
Né il re latino di Gerusalemme Amalrico I né l'atabeg musulmano potevano permettersi di lasciare che il loro nemico conquistasse una preda ricca come l'Egitto; di conseguenza, Norandino aveva inviato il suo luogotenente Shirkuh con un esercito per sostenere il wāsiṭa egiziano.

## La battaglia
Mentre Shirkuh portava avanti la campagna in Egitto, Norandino iniziò un'offensiva nei territori siro-libanesi attuali.
Seguendo la politica dei latini, Re Amalrico intervenne con un esercito per sostenere i suoi vassalli del nord: Boemondo III d'Antiochia e Raimondo III di Tripoli.
Per puro caso, un folto gruppo di pellegrini e guerrieri francesi guidati da Ugo VIII di Lusignano e Goffredo "Martel", fratello di Guglielmo VI d'Angoulême, si unirono al Re di Gerusalemme.
Inoltre Costantino Colomanno, il governatore bizantino della Cilicia, portò i suoi guerrieri per aiutare i crociati.
Norandino non poteva competere con una così formidabile combinazione di nemici e, sorpreso dall'irrompere improvviso nel suo stesso accampamento dei nemici, subì una pesante sconfitta.
Sia i musulmani sia gli ifranj rimasero colpiti dalle qualità di combattenti dei soldati bizantini.
L'esito negativo dello scontro della Buqaia (che traslitterava alla meglio il toponimo al-Beqāʿ, ebbe come solo risultato di rendere Norandino ancor più desideroso di vendetta.

## Conseguenze
Amalrico, credendo sicuro il fronte settentrionale, portò il suo esercito in Egitto ritrovandosi in uno scontro a tre tra ifranj, Asad al-Dīn Shīrkūh e Shāwar; con quest'ultimo che tentava di barcamenarsi alla meglio per mantenere l'indipendenza dell'Imamato fatimide.
Amalrico costrinse Shirkuh a ritirarsi dall'Egitto nel 1164, ma dovette a sua volta rapidamente abbandonare l'Egitto alla notizia di gravi disastri provocati da forti terremoti nel nord siriano.
Il successivo importante scontro fu la battaglia di Harim.